# سيدني سميث ايرفينغ
سيدني سميث ايرفينغ (بالإنجليزية: Sidney Irving Smith)‏ (و. 1843 – 1926 م) هو عالم حيواني، وعالم حشرات، وعالم قشريات من الولايات المتحدة الأمريكية . وكان عضواً في الأكاديمية الوطنية للعلوم .
توفي عن عمر يناهز 83 عاماً.